# Списък на народните представители от Четиридесет и четвъртото народно събрание
Тази статия представлява списък на народните представители от XLIV народно събрание. Народно събрание е сформирано според резултатите от извънредните парламентарни избори в България, проведени на 26 март 2017 г. Избрани са 240 депутати от 5 партии.

## Списък
Това е списък на народните представители от XLIV народно събрание:
- Адлен Шукри Шевкед
- Албена Владимирова Найденова
- Александър Димитров Паунов
- Александър Иванов Мацурев
- Александър Койчев Иванов
- Александър Сиди
- Александър Николаев Сабанов
- Александър Петров Александров
- Александър Ненков
- Александър Тихомиров Симов
- Алтимир Емилов Адамов
- Анастас Маринов Попдимитров
- Ангел Илиев Исаев
- Андриан Иванов Райков
- Анна Василева Александрова (от 10 май 2017)
- Анна Николаева Славова (от 26 юни 2019)
- Антон Кутев
- Ася Атанасова Пеева
- Атанас Иванов Ташков
- Атанас Петров Костадинов
- Ахмед Реджебов Ахмедов
- Богдан Емилов Боцев
- Борис Ангелов Борисов
- Борис Петков Кърчев
- Борис Янков Ячев
- Борислав Иванов Борисов
- Боряна Любенова Георгиева
- Бюрхан Илиязов Абазов
- Валентин Георгиев Ламбев
- Валентин Радев (от 20 септември 2018)
- Валентин Мирчов Милушев
- Валентина Александрова Найденова
- Валери Жаблянов (до 21 февруари 2018 е заместник-председател)
- Васил Миланов Антонов
- Васил Цветков Цветков
- Вежди Рашидов
- Велислава Иванова Кръстева
- Венка Константинова Стоянова (от 10 май 2017)
- Весела Лечева
- Веска Маринова Ненчева
- Виолета Русева Желева
- Владимир Славчев Вълев (от 10 май 2017)
- Владимир Цветанов Тошев
- Владислав Тошков Николов
- Галя Енева Захариева
- Галя Стоянова Желязкова (от 10 май 2017)
- Георги Александров Александров (от 13 януари 2021)
- Георги Георгиев Михайлов
- Георги Георгиев Стоилов
- Георги Димитров Андреев
- Георги Евдокиев Марков
- Георги Запрев Динев
- Георги Йорданов Йорданов
- Георги Колев Колев
- Георги Николов Вергиев (от 20 март 2019)
- Георги Свиленски
- Георги Тенев Станков (от 10 май 2017)
- Георги Ченков Търновалийски
- Георги Гьоков
- Гергана Желязкова Стефанова
- Даниел Петков Йорданов
- Даниела Дариткова
- Даниела Владимирова Савеклиева
- Даниела Димитрова Малешкова
- Даниела Добрева Димитрова (от 28 юли 2017)
- Данка Евстатиева Зидарова-Люртова (от 12 ноември 2019)
- Деан Стоянов Станчев (от 22 януари 2020)
- Делян Пеевски
- Денчо Бояджиев (до 12 ноември 2019)
- Десислав Петров Тасков (от 12 ноември 2019)
- Десислава Ангелова Тодорова
- Десислава Атанасова
- Десислава Йорданова Костадинова-Гушева (от 10 май 2017)
- Джевдет Чакъров
- Джейхан Хасанов Ибрямов
- Дилян Станимиров Димитров
- Димитър Бойчев Петров
- Димитър Главчев (до 17 ноември 2017 председател)
- Димитър Величков Георгиев
- Димитър Иванов Аврамов
- Димитър Иванов Гечев
- Димитър Иванов Данчев
- Димитър Крумов Александров
- Димитър Николов Лазаров (от 10 май 2017)
- Димитър Стоянов Стоянов
- Добрин Ненов Данев (от 11 ноември 2019)
- Донка Димова Симеонова
- Дора Илиева Янкова
- Дора Стоянова Христова
- Драгомир Стойнев
- Евгени Будинов (от 13 октомври 2017)
- Евгения Бисерова Алексиева (от 10 май 2017)
- Евгения Даниелова Ангелова
- Евдокия Славчова Асенова (от 12 ноември 2019)
- Елена Владимирова Ангелинина (от 17 юли 2020)
- Елена Стефанова Пешева (от 5 април 2018)
- Елхан Мехмедов Кълков
- Емил Серафимов Тончев (от 4 април 2018)
- Емилия Веселинова Станева-Милкова (от 10 май 2017)
- Ерджан Себайтин Ебатин
- Ерол Осман Мехмед
- Жельо Иванов Бойчев
- Запрян Василев Янков
- Иван Валентинов Иванов
- Иван Димов Иванов
- Иван Ивайлов Ченчев
- Иван Николов Миховски
- Иван Стефанов Вълков (от 13 октомври 2017)
- Иван Тодоров Ибришимов
- Ивелина Веселинова Василева
- Иво Христов
- Иглика Иванова Иванова-Събева (от 10 май 2017)
- Илиян Ангелов Тимчев
- Имрен Исметова Мехмедова
- Ирена Методиева Димова
- Ирена Тодорова Анастасова
- Искрен Веселинов
- Ихсан Халил Хаккъ
- Йордан Апостолов Апостолов
- Йордан Илиев Йорданов
- Йордан Цонев
- Калин Димитров Василев (от 12 октомври 2018)
- Калин Вельов (от 29 юли 2020)
- Калин Николов Поповски (от 10 май 2017)
- Кирил Боянов Калфин
- Клавдия Георгиева Григорова-Ганчева
- Кольо Милев
- Константин Попов
- Корнелия Нинова
- Красен Георгиев Кръстев
- Красимир Ципов (от 17 юли 2019)
- Красимир Илиев Богданов
- Красимир Велчев
- Красимир Митков Събев (от 10 май 2017)
- Красимир Христов Янков
- Кристина Максимова Сидорова (от 31 май 2017)
- Крум Костадинов Зарков
- Кръстина Николова Таскова
- Лало Георгиев Кирилов
- Лиляна Друмева Радева (от 10 септември 2020)
- Лъчезар Богомилов Иванов
- Любомир Бойков Бонев
- Маноил Манев
- Манол Трифонов Генов
- Маргарита Николова
- Мария Йорданова Илиева
- Мария Йорданова Цветкова (от 6 ноември 2019)
- Мария Щерева Белова (от 16 май 2019)
- Мартин Стефанов Обрешков (от 12 ноември 2019)
- Менда Стоянова
- Милен Василев Михов
- Милена Цветанова Дамянова
- Милко Недялков Недялков
- Митко Костадинов Полихронов (от 25 април 2019)
- Михаил Ивайлов Христов
- Младен Шишков
- Мустафа Карадайъ
- Надя Спасова Клисурска-Жекова
- Нели Рускова Петрова
- Никола Илиев Динков
- Николай Асенов Тишев
- Николай Веселинов Александров
- Николай Георгиев Иванов
- Николай Димитров Пенев
- Николай Иванов Цонков
- Николай Кръстев Бошкилов
- Николай Цветанов Сираков
- Николина Ангелкова (от 24 юли 2020)
- Нона Йотова
- Павел Алексеев Христов
- Павел Шопов
- Павел Михайлов Савов (от 11 февруари 2021)
- Петър Георгиев Кънев
- Петър Христов Петров
- Пламен Дулчев Нунев
- Пламен Манушев
- Пламен Тачев Петров
- Пламен Трифонов Христов
- Полина Александрова Шишкова (от 12 ноември 2019)
- Полина Цветославова Цанкова-Христова
- Радослав Любчов Стойчев
- Радослава Пламен Чеканска (от 11 януари 2018)
- Радостин Радославов Танев
- Ралица Трилкова Добрева (от 10 април 2019)
- Рамадан Аталай
- Росен Живков Иванов
- Росен Малинов Малинов (от 3 декември 2019)
- Румен Гечев
- Румен Николов Георгиев
- Румен Петров Генов
- Руслан Здравков Тошев (от 6 ноември 2019)
- Светла Бъчварова
- Светлана Ангелова Найденова
- Севим Исмаил Али (от 10 май 2017)
- Сергей Манушов Кичиков
- Симеон Георгиев Найденов
- Симеон Симеонов
- Слави Дичев Нецов
- Славчо Атанасов
- Смиляна Николова Нитова-Кръстева (от 26 юни 2019)
- Спас Гърневски
- Спас Янев Панчев
- Станислав Иванов Попов (от 26 септември 2018)
- Станислав Иванов Стоянов (от 3 април 2019)
- Станислав Стоянов Иванов
- Станислав Тодоров Станилов
- Станислава Красимирова Стоянова
- Стефан Апостолов Апостолов
- Стефан Иванов Бурджев
- Стойно Митев Стойнов (от 13 декември 2019)
- Стоян Михайлов Мирчев
- Стоян Радков Божинов (от 15 ноември 2019)
- Танер Мехмед Али
- Таня Тодорова Петрова
- Таско Ерменков
- Теодора Атанасова Халачева
- Теодора Радкова Георгиева
- Тодор Байчев Байчев
- Тома Биков
- Тома Томов
- Филип Стефанов Попов
- Хайри Реджебов Садъков
- Халил Реджепов Летифов
- Хамид Хамид
- Хасан Адемов
- Христиан Радев Митев
- Христо Георгиев Гаджев
- Христо Танчев Проданов
- Цветан Борисов Топчиев
- Чавдар Йорданов Велинов
- Юлиан Кръстев Ангелов
- Юлиян Михайлов Папашимов
- Явор Нотев (до 11 септември 2019 заместник-председател)
- Явор Руменов Божанков

## Председатели и заместник-председатели на народното събрание
- Цвета Караянчева (ГЕРБ) – заместник-председател (до 17 ноември 2017), председател (от 17 ноември 2017)
- Димитър Главчев (ГЕРБ) – председател (19 април – 17 ноември 2017)
- Нигяр Джафер (ДПС) – заместник-председател (от 19 април 2017)
- Веселин Марешки (ВОЛЯ) – заместник-председател (от 19 април 2017)
- Емил Христов (ГЕРБ) – заместник-председател (от 23 ноември 2017)
- Кристиан Вигенин (БСП за България) – заместник-председател (от 10 юли 2019)
- Валери Симеонов (Обединени патриоти) – заместник-председател (от 20 ноември 2019)
- Валери Жаблянов (БСП за България) – заместник-председател (19 април 2017 – 21 февруари 2018)
- Явор Нотев (Обединени патриоти) – заместник-председател (19 април 2017 – 11 септември 2019)